# Skeppsbron 8

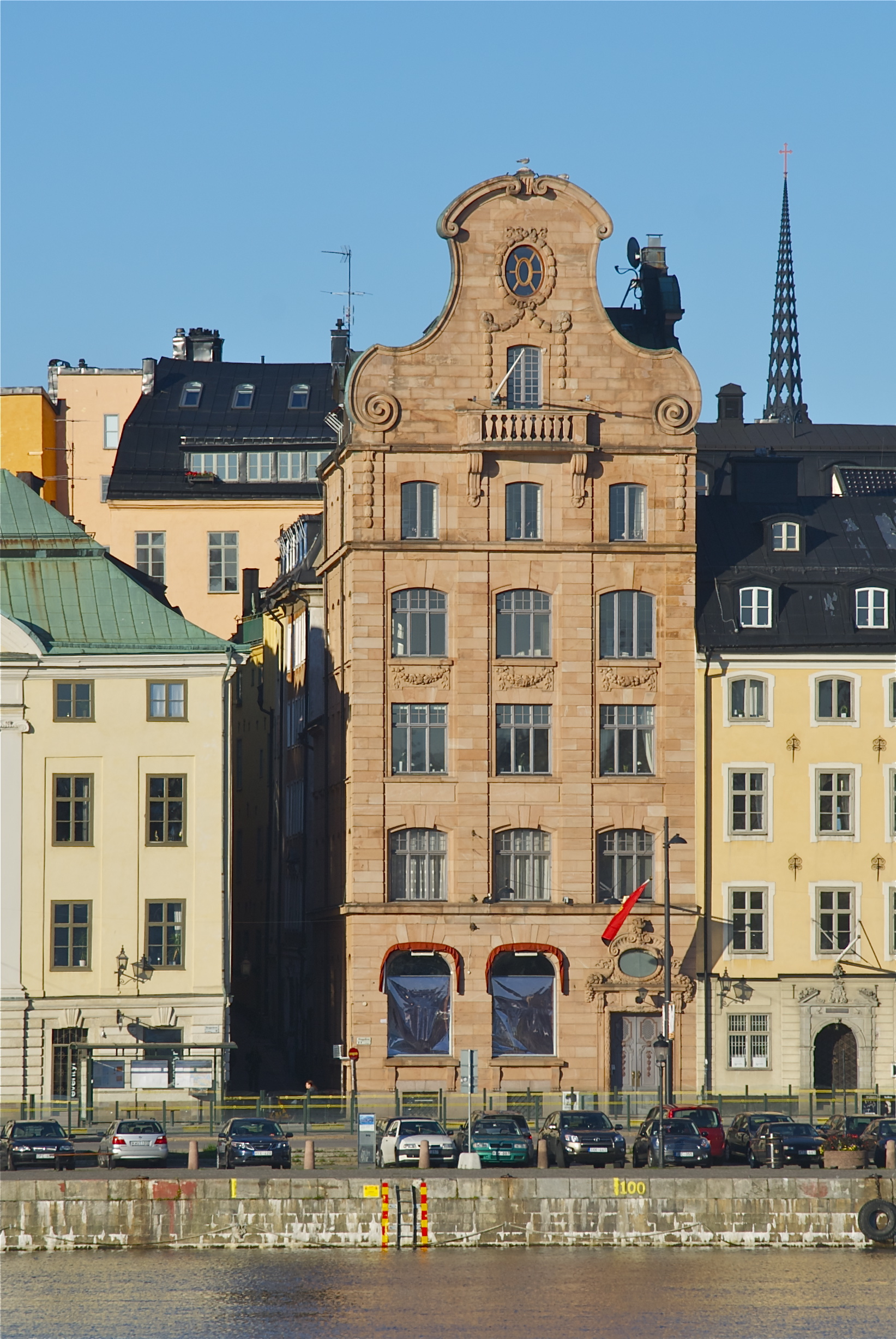
Skeppsbron 8

Skeppsbron 8 är en kulturhistoriskt värdefull före detta bankfastighet belägen i Kvarteret Bootes vid Skeppsbron i Stockholm. Byggnaden är ritad av arkitekt Erik Josephson och uppförd 1901–1902 som huvudkontor för Mälareprovinsernas Enskilda Bank. Byggnaden inrymmer idag kontor samt Angolas ambassad i Stockholm.

## Historik

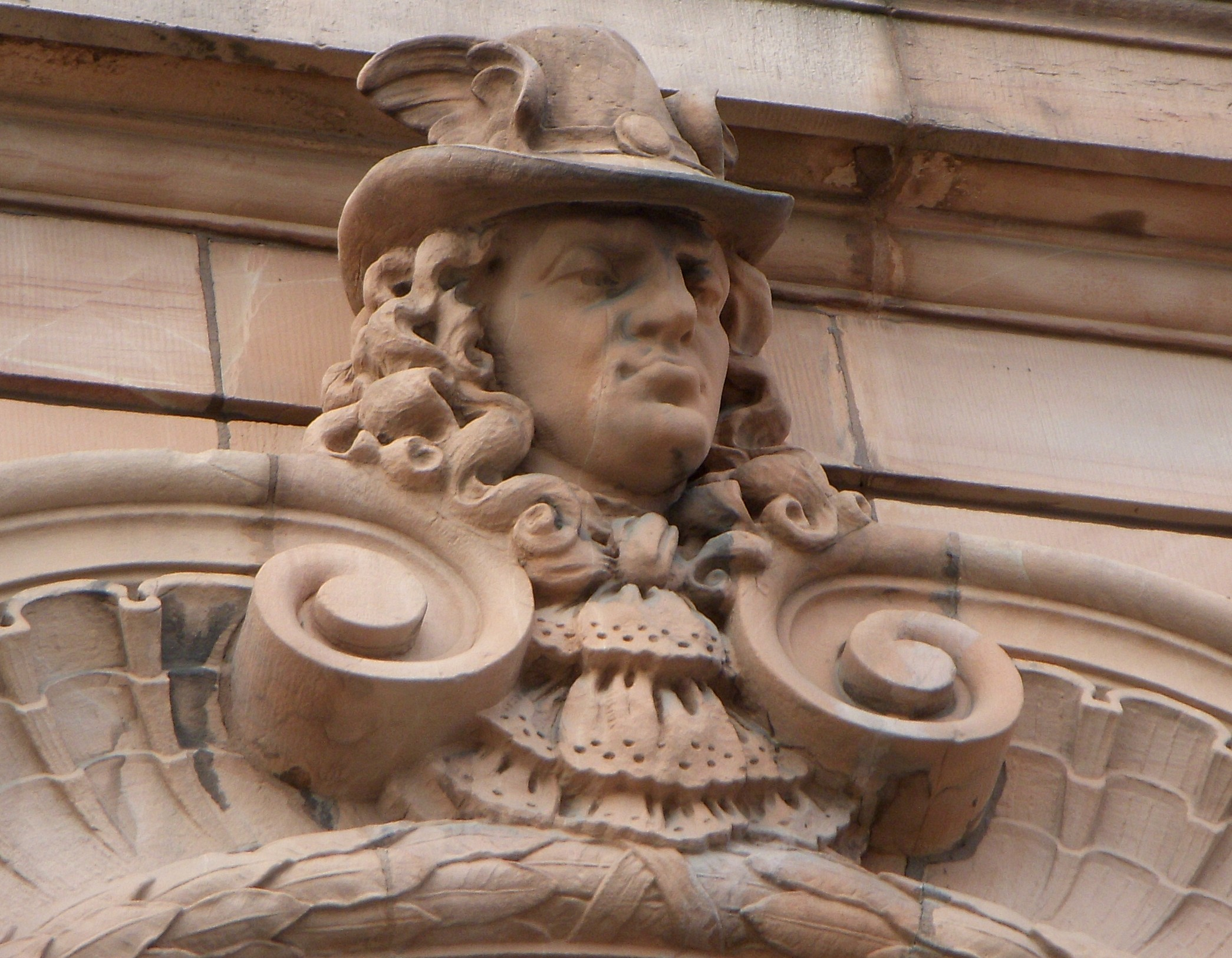
Portalutsmyckning

På denna plats fanns fram till 1901 ett lägre hus med samma utseende som den bevarade grannbyggnaden (Wittmarckska huset). Det var ett handelshus som ägdes på 1600-talets slut av köpmannen Erik Kadou och kallades Kadous hus.
Fasaden är utförd i röd Orsa-sandsten och gestaltad som ett nederländskt gavelhus i barock med en högt uppstickande volutgavel. Huset är smalt och högt och reser sig över grannbyggnaderna. I portalöverstycket avbildas Jonas Alströmers huvud i allvarlig min och med Mercurius bevingade hatt på huvudet. I huset finns gipsavgjutningar på de portaler som fanns här på tidigare byggnader. Huset har ombyggts 1928 och grundförstärkts 1973.